# Bodumsjön (Bodums socken, Ångermanland)
Bodumsjön är en sjö i Strömsunds kommun i Ångermanland och ingår i Ångermanälvens huvudavrinningsområde. Sjön är 22,4 meter djup, har en yta på 7,56 kvadratkilometer och är belägen 213 meter över havet. Sjön avvattnas av vattendraget Fjällsjöälven (Sannarån).

## Delavrinningsområde
Bodumsjön ingår i det delavrinningsområde (709180-152266) som SMHI kallar för Utloppet av Bodumsjön. Medelhöjden är 245 meter över havet och ytan är 26,11 kvadratkilometer. Räknas de 823 avrinningsområdena uppströms in blir den ackumulerade arean 7 060,41 kvadratkilometer. Fjällsjöälven (Sannarån) som avvattnar avrinningsområdet har biflödesordning 2, vilket innebär att vattnet flödar genom totalt 2 vattendrag innan det når havet efter 157 kilometer. Avrinningsområdet består mestadels av skog (61 procent). Avrinningsområdet har 7,63 kvadratkilometer vattenytor vilket ger det en sjöprocent på 29,2 procent.